# Kautokeino-opstand

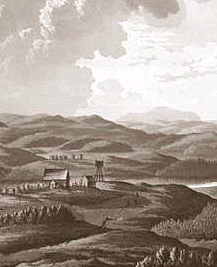
Kautokeino omstreeks 1800. Gravure van A.F. Skjöldebrand.

De Kautokeino-opstand, ook wel bekend als de Sami-opstand van Guovdageaidnu, was een opstand van een groep Sami tegen Noorse autoriteiten in het dorp Kautokeino op 8 november 1852. De lensmann, de lokale Noorse gezaghebber, werd gedood, alsmede een Noorse koopman. Hun bedienden en de dorpspriester werden uit het dorp verdreven en het huis van de koopman werd in brand gestoken. De opstandelingen werden later aangevallen door andere Sami, die twee van hen doodden. Twee van de leiders van de opstand, Mons Somby en Aslak Hætta, werden later door de Noorse regering ter dood veroordeeld.

## Achtergrond
De kiem van de opstand werd gelegd tijdens een periode van spirituele opleving onder de Sami-volkeren. De Zweedse dominee Lars Levi Læstadius, ook wel apostel der Samen genoemd, preekte een sober-spirituele levenshouding voor de Sami, waarin het afzweren van alcohol een belangrijk element was. De volgelingen van Læstadius, Læstadianen genoemd, keerden zich af van de Noorse Staatskerk omdat die als een verlengstuk van de overheid werd gezien. De Læstadianen vormden echter nooit formeel hun eigen kerk maar bleven een beweging binnen de Noorse en Zweedse staatskerken. Volgens ooggetuigen hadden de kerkdiensten van de Læstadianen een zeer spiritueel-emotioneel karakter, waarin de belijdenis van zonden voor elkaar een belangrijke rol speelde en nog speelt.Ook kwam regelmatig een soort geestelijke extase voor, bekend onder de naam liikutuksia. Het kwam voor dat aanhangers de reguliere dienst van de Noorse kerk verstoorden. Tegelijkertijd stond de overheid niet toe dat de Laestadianen hun eigen samenkomsten buiten de kerk hadden.
De Sami waren in de negentiende eeuw veel armer dan hun Noorse landgenoten - onder andere omdat de Sami persoonlijke rijkdom afmaten aan de hoeveelheid rendieren die iemand bezat in plaats van geld - en ze werden ook op andere gebieden als minderwaardig beschouwd. Dat kwam onder meer doordat het toen moderne rashygiënisch onderzoek de Samen als een minderwaardig ras beschouwde. De lokale Noorse koopman Carl Johan Ruth, die sterke drank verkocht aan de Sami, vormde een doelwit van de opstandelingen omdat hij de Sami zou hebben uitgebuit en opgelicht. Alcoholisme was inderdaad een groot probleem onder de Sami. De Laestadiaanse groep, waarin Ellen Skum een leidende rol had, wilde dat de handelaren geen alcohol meer zouden verkopen. De Læstadianen verzetten zich zowel tegen de verkoop van alcohol als tegen het drinken ervan. Ook was men bang dat Ellen Skum, die eerder beschuldigd was van het verstoren van kerkdiensten, opgepakt zou worden. Om die reden trok een groep Samen naar Kautokeino om te protesteren tegen de praktijken van de koopman. Dit leidde tot de dood van koopman Ruth en lensman Bucht.

## Nasleep
Alle mannelijke opstandelingen (behalve de leiders Mons Somby en Aslak Hætta) werden opgesloten in de vesting van Akershus. De vrouwelijke opstandelingen werden opgesloten in een gevangenis in Trondheim. De twee leiders van de opstand werden ter dood veroordeeld en onthoofd in Alta op 14 oktober 1854. Veel van de opstandelingen overleden na enkele jaren in gevangenschap. Een van de gevangenen was Lars Hætta, die tot levenslang was veroordeeld en tijdens zijn gevangenschap de Bijbel in het Noord-Samisch vertaalde. 
De Kautokeino-opstand was een van enkele gewelddadige opstanden van de Sami tegen de Noorse overheid. Het was de enige opstand waarbij dodelijke slachtoffers vielen. De opstand was geen gevolg van de gedwongen assimilatiepolitiek die pas later door de Noorse regering werd ingevoerd. 
Aslak Hætta en Mons Somby werden begraven in Kåfjord, maar de hoofden werden naar de Universiteit van Oslo gebracht. Deze waren van belang voor onderzoek over rashygiëne. In de jaren 70 begonnen de Samen te eisen dat de schedels teruggegeven zouden worden. Een complicatie was, dat één ervan inmiddels in Kopenhagen beland was. Maar in 1997 werden de beide schedels bij de lichamen begraven. 

## Media
Het verhaal van de Kautokeino-opstand wordt in geromantiseerde vorm verteld in de opera Aslak Hetta van de Finse componist Armas Launis, die in 1922 in première ging.
In 2008 verscheen de Noorse film Kautokeino-opprøret van Nils Gaup.